# Rally van Argentinië
De Rally van Argentinië, formeel bekend als Rally Argentina, is de Argentijnse ronde van het wereldkampioenschap rally.

## Geschiedenis
De rally werd in 1980 voor het eerst georganiseerd, de 1980 editie toentertijd nog verreden als de Codasur Rally. Nadat het in 1982 ontbrak op de kalender in verband met de Falklandoorlog, wordt de rally sinds 1983 internationaal verreden als de 'Rally Argentina'. Het evenement wordt volledig op onverhard verreden en deels gekenmerkt door grote waterplassen waar de rallyauto's doorheen passeren. Sinds de 1984 editie wordt de rally in het gebied rondom Córdoba verreden, met de huidige start- en finishplaats Villa Carlos Paz.
Door een rotatiesysteem van de FIA, ontbrak de rally op de WK-kalender van het 2010 seizoen en werd in plaats daarvan een ronde van de Intercontinental Rally Challenge. In 2011 keerde de rally weer terug als WK-ronde en heeft het sindsdien zijn plaats daarin onafgebroken behouden.

## Lijst van winnaars

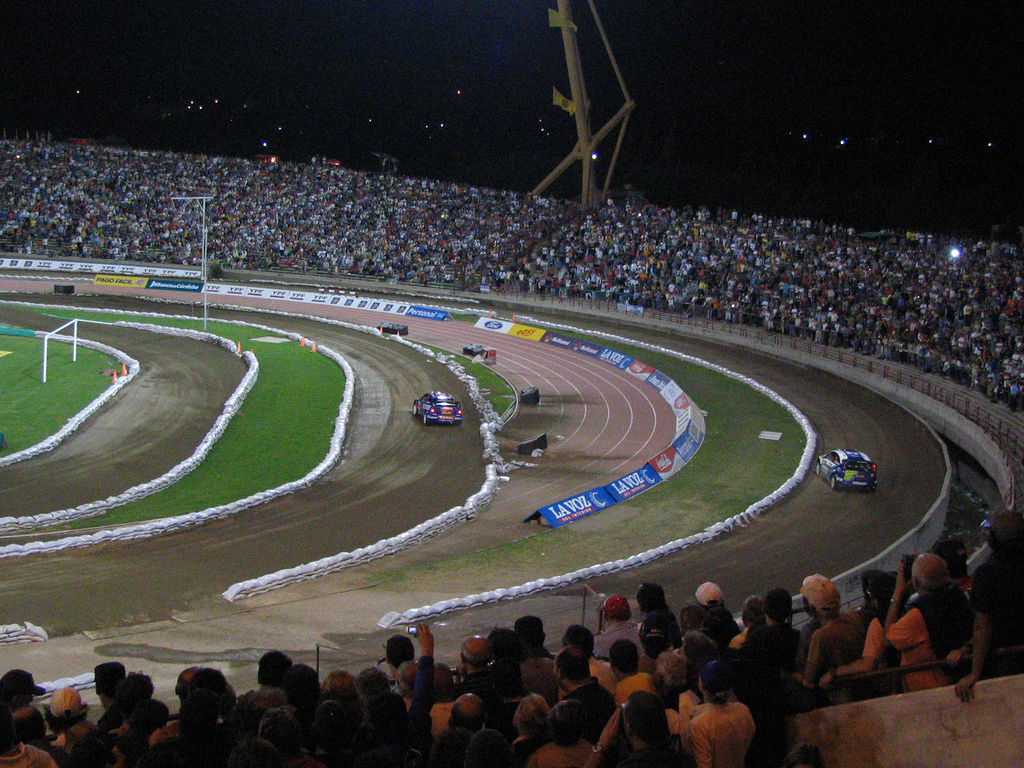
Grönholm en Loeb tegenover elkaar op een showproef in de 2006 editie

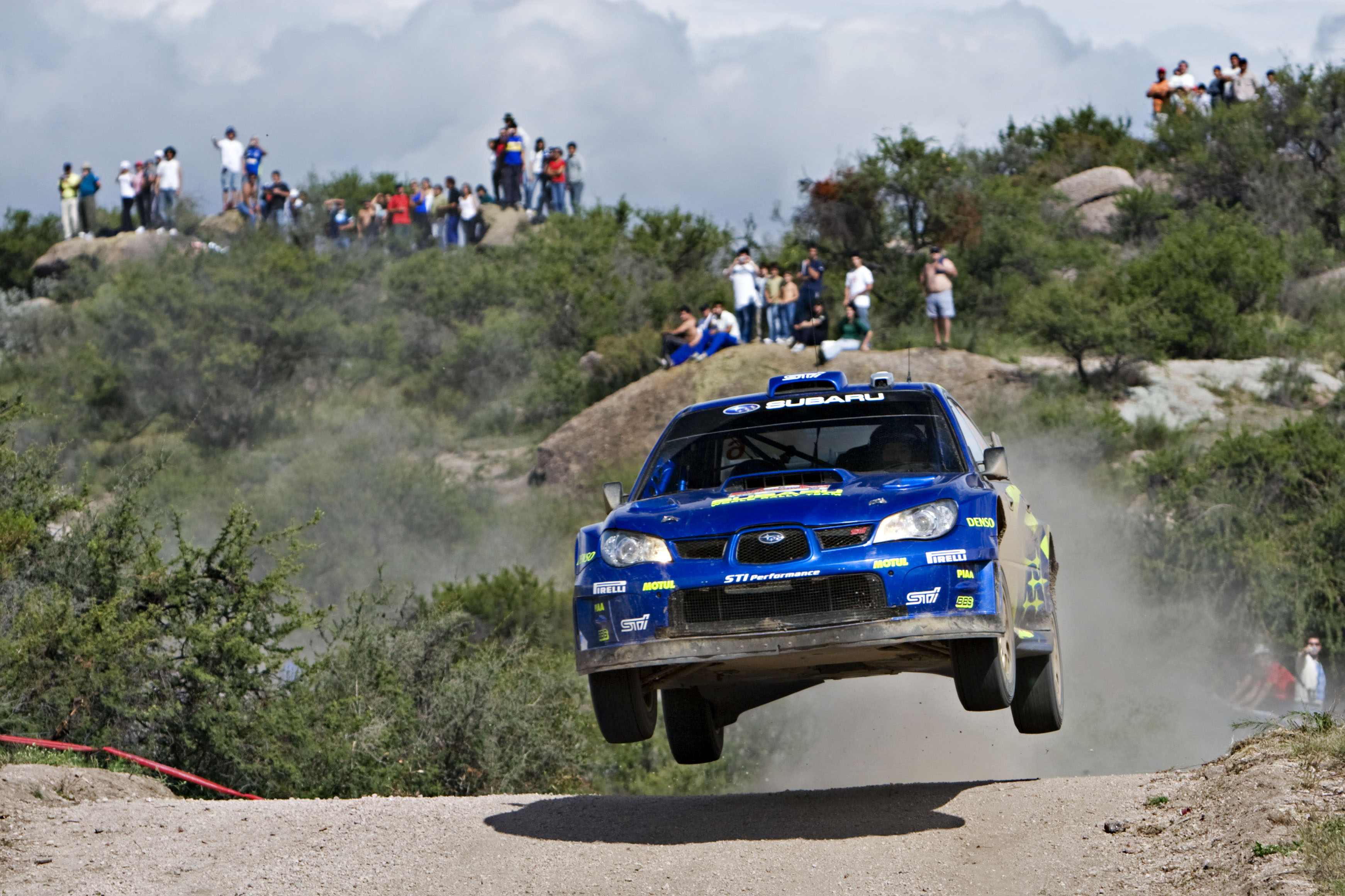
Chris Atkinson over een jump tijdens de rally in 2008

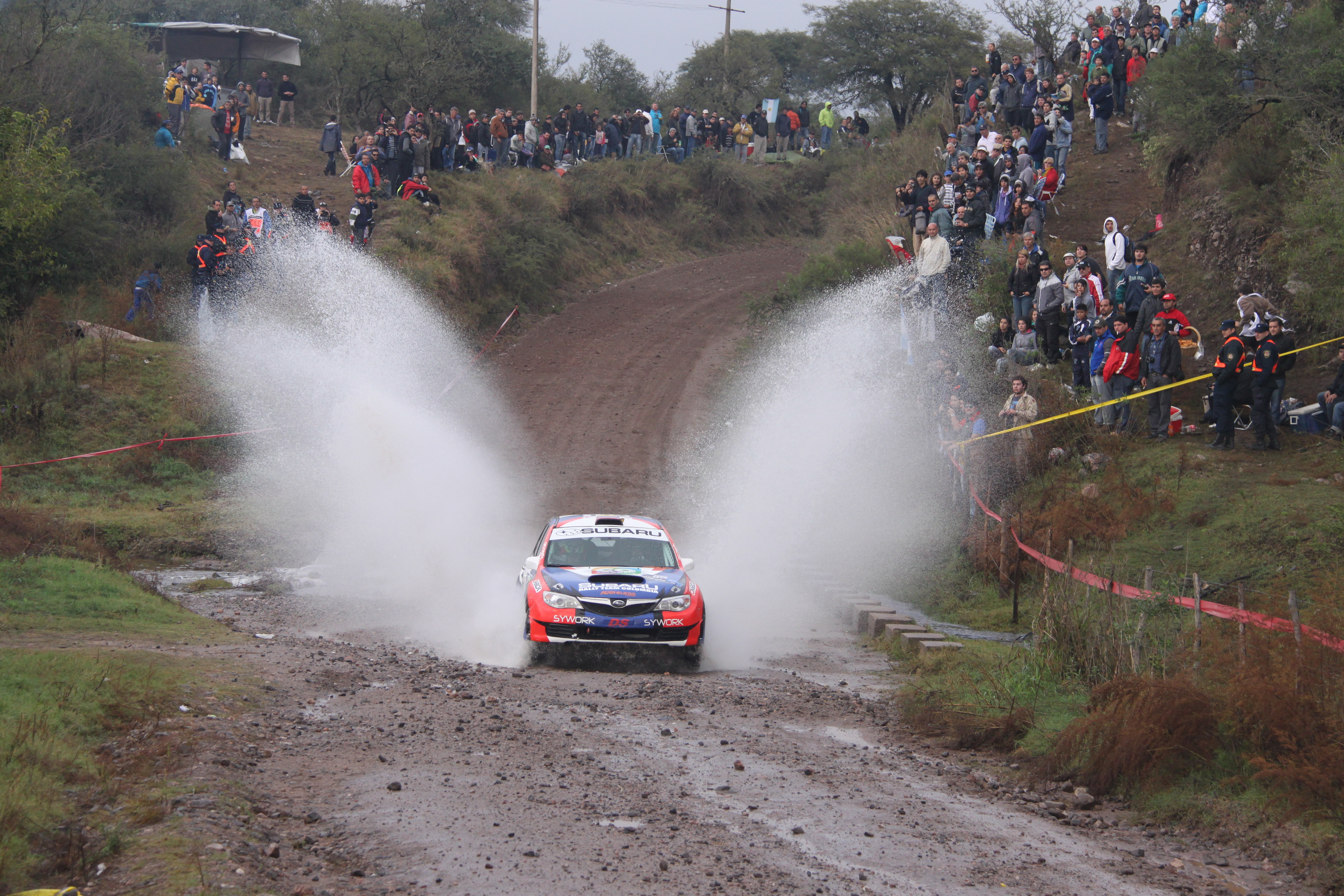
Grote waterplassen kenmerken het evenement

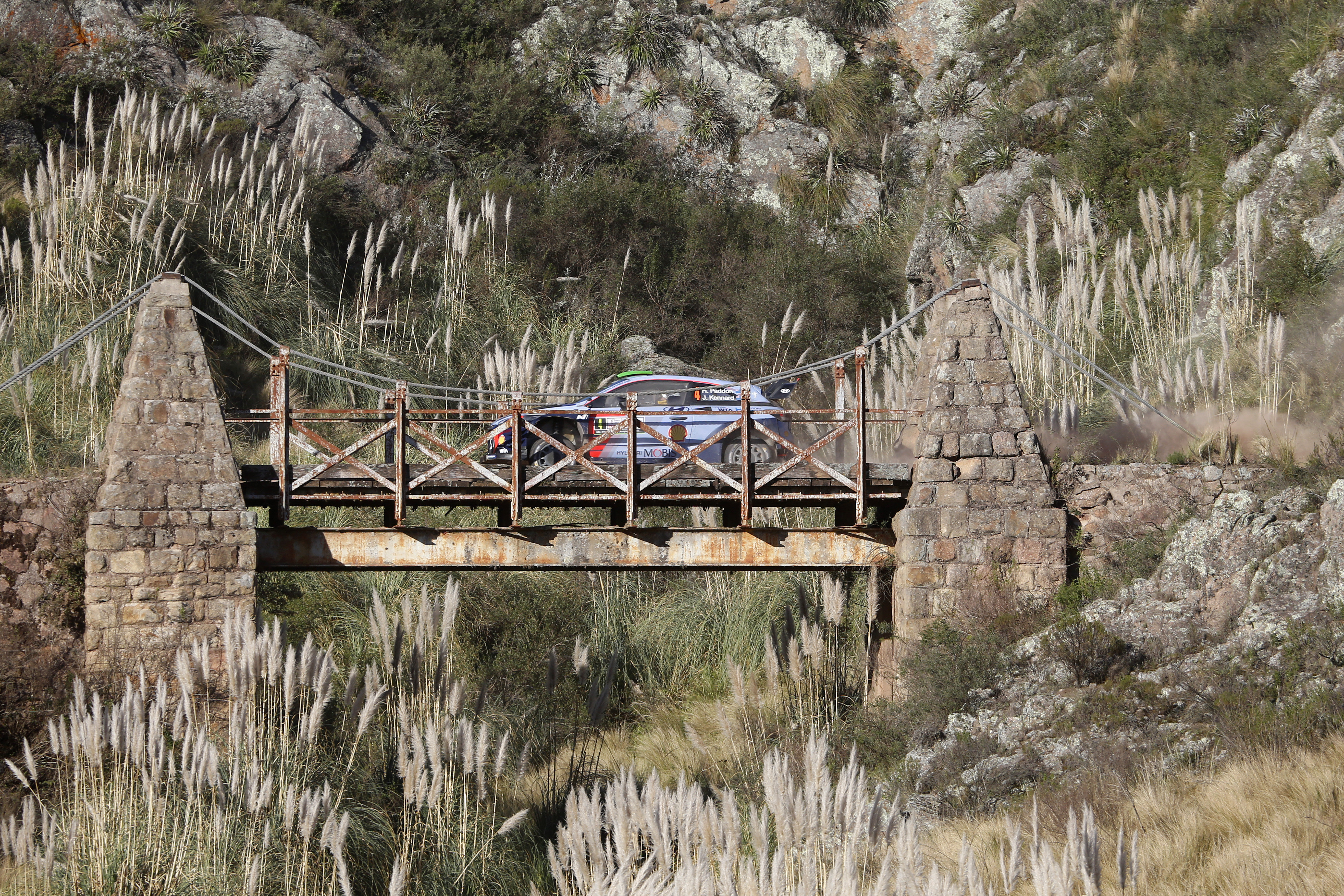
Hayden Paddon over de typische brug op de El Condor proef in 2017

| Editie | Seizoen | Rijder                                              | Navigator                                           | Auto                                                |                                                     |
| ------ | ------- | --------------------------------------------------- | --------------------------------------------------- | --------------------------------------------------- | --------------------------------------------------- |
| 39     | 2019    | Thierry Neuville                                    | Nicolas Gilsoul                                     | Hyundai i20 Coupé WRC                               |                                                     |
| 38     | 2018    | Ott Tänak                                           | Martin Järveoja                                     | Toyota Yaris WRC                                    |                                                     |
| 37     | 2017    | Thierry Neuville                                    | Nicolas Gilsoul                                     | Hyundai i20 Coupé WRC                               |                                                     |
| 36     | 2016    | Hayden Paddon                                       | John Kennard                                        | Hyundai NG i20 WRC                                  |                                                     |
| 35     | 2015    | Kris Meeke                                          | Paul Nagle                                          | Citroën DS3 WRC                                     |                                                     |
| 34     | 2014    | Jari-Matti Latvala                                  | Miikka Anttila                                      | Volkswagen Polo R WRC                               |                                                     |
| 33     | 2013    | Sébastien Loeb                                      | Daniel Elena                                        | Citroën DS3 WRC                                     |                                                     |
| 32     | 2012    | Sébastien Loeb                                      | Daniel Elena                                        | Citroën DS3 WRC                                     |                                                     |
| 31     | 2011    | Sébastien Loeb                                      | Daniel Elena                                        | Citroën DS3 WRC                                     |                                                     |
| 30     | 2010    | Juho Hänninen                                       | Mikko Markkula                                      | Škoda Fabia S2000                                   |                                                     |
| 29     | 2009    | Sébastien Loeb                                      | Daniel Elena                                        | Citroën C4 WRC                                      |                                                     |
| 28     | 2008    | Sébastien Loeb                                      | Daniel Elena                                        | Citroën C4 WRC                                      |                                                     |
| 27     | 2007    | Sébastien Loeb                                      | Daniel Elena                                        | Citroën C4 WRC                                      |                                                     |
| 26     | 2006    | Sébastien Loeb                                      | Daniel Elena                                        | Citroën Xsara WRC                                   |                                                     |
| 25     | 2005    | Sébastien Loeb                                      | Daniel Elena                                        | Citroën Xsara WRC                                   |                                                     |
| 24     | 2004    | Carlos Sainz                                        | Marc Martí                                          | Citroën Xsara WRC                                   |                                                     |
| 23     | 2003    | Marcus Grönholm                                     | Timo Rautiainen                                     | Peugeot 206 WRC                                     |                                                     |
| 22     | 2002    | Carlos Sainz                                        | Luís Moya                                           | Ford Focus RS WRC 02                                |                                                     |
| 21     | 2001    | Colin McRae                                         | Nicky Grist                                         | Ford Focus RS WRC 01                                |                                                     |
| 20     | 2000    | Richard Burns                                       | Robert Reid                                         | Subaru Impreza WRC2000                              |                                                     |
| 19     | 1999    | Juha Kankkunen                                      | Juha Repo                                           | Subaru Impreza WRC99                                |                                                     |
| 18     | 1998    | Tommi Mäkinen                                       | Risto Mannisenmäki                                  | Mitsubishi Lancer Evo V                             |                                                     |
| 17     | 1997    | Tommi Mäkinen                                       | Seppo Harjanne                                      | Mitsubishi Lancer Evo IV                            |                                                     |
| 16     | 1996    | Tommi Mäkinen                                       | Seppo Harjanne                                      | Mitsubishi Lancer Evo III                           |                                                     |
| 15     | 1995    | Jorge Recalde                                       | Martin Christie                                     | Lancia Delta HF Integrale                           |                                                     |
| 14     | 1994    | Didier Auriol                                       | Bernard Occelli                                     | Toyota Celica Turbo 4WD                             |                                                     |
| 13     | 1993    | Juha Kankkunen                                      | Nicky Grist                                         | Toyota Celica Turbo 4WD                             |                                                     |
| 12     | 1992    | Didier Auriol                                       | Bernard Occelli                                     | Lancia Delta HF Integrale                           |                                                     |
| 11     | 1991    | Carlos Sainz                                        | Luís Moya                                           | Toyota Celica GT-Four                               |                                                     |
| 10     | 1990    | Miki Biasion                                        | Tiziano Siviero                                     | Lancia Delta Integrale 16V                          |                                                     |
| 9      | 1989    | Mikael Ericsson                                     | Claes Billstam                                      | Lancia Delta Integrale                              |                                                     |
| 8      | 1988    | Jorge Recalde                                       | Jorge del Buono                                     | Lancia Delta Integrale                              |                                                     |
| 7      | 1987    | Miki Biasion                                        | Tiziano Siviero                                     | Lancia Delta HF 4WD                                 |                                                     |
| 6      | 1986    | Miki Biasion                                        | Tiziano Siviero                                     | Lancia Delta S4                                     |                                                     |
| 5      | 1985    | Timo Salonen                                        | Seppo Harjanne                                      | Peugeot 205 Turbo 16                                |                                                     |
| 4      | 1984    | Stig Blomqvist                                      | Björn Cederberg                                     | Audi quattro A2                                     |                                                     |
| 3      | 1983    | Hannu Mikkola                                       | Arne Hertz                                          | Audi quattro A2                                     |                                                     |
|        | 1982    | Rally geannuleerd in verband met de Falklandoorlog. | Rally geannuleerd in verband met de Falklandoorlog. | Rally geannuleerd in verband met de Falklandoorlog. | Rally geannuleerd in verband met de Falklandoorlog. |
| 2      | 1981    | Guy Fréquelin                                       | Jean Todt                                           | Talbot Sunbeam Lotus                                |                                                     |
| 1      | 1980    | Walter Röhrl                                        | Christian Geistdörfer                               | Fiat 131 Abarth                                     |                                                     |